# Võ Nguyên Hoàng
Võ Nguyên Hoàng (sinh ngày 7 tháng 2 năm 2002) là một cầu thủ bóng đá chuyên nghiệp người Việt Nam đang chơi ở vị trí tiền đạo cắm cho câu lạc bộ Đông Á Thanh Hóa tại V.League 1.
Võ Nguyên Hoàng từng khoác áo các đội tuyển U-15, U-16, U-18, U-19, U-22 và U-23 Việt Nam. Năm 2022, anh cùng các đồng đội giành ngôi vô địch giải U-23 Đông Nam Á.
Võ Nguyên Hoàng có chiều cao 1m80, một chiều cao ấn tượng với vị trí tiền đạo cắm của bóng đá Việt Nam.

## Sự nghiệp
Võ Nguyên Hoàng là học viên khóa 5 năm 2013 của lò đào tạo trẻ PVF.
Tháng 7 năm 2017, anh có tên trong danh sách đội tuyển U-15 Việt Nam tham dự giải vô địch U-15 Đông Nam Á tổ chức tại Thái Lan. Tại giải đấu này, Nguyên Hoàng ghi được 2 bàn thắng góp công giúp U-15 Việt Nam lên ngôi vô địch.
Tháng 7 năm 2020, Võ Nguyên Hoàng đã đạt được thỏa thuận bằng hợp đồng cho mượn đến với Câu lạc bộ bóng đá Sài Gòn từ PVF. Anh được Sài Gòn đăng ký thi đấu từ vòng 11 V.League 2020. Ngày 14 tháng 10 năm 2020, anh có bàn thắng đầu tiên cho Sài Gòn khi đánh đầu tung lưới Becamex Bình Dương tại vòng 2 giai đoạn 2 V.League 2020.
Ngày 24 tháng 2 năm 2022, Nguyên Hoàng cùng Trần Liêm Điều, Đoàn Anh Việt và Hồ Khắc Lương được triệu tập bổ sung sang Campuchia tham dự giải vô địch U-23 Đông Nam Á 2022. Tại giải đấu này, Nguyên Hoàng không ghi được bàn nào nhưng được đánh giá chơi rất tốt, góp công lớn giúp đội tuyển U-23 Việt Nam lên ngôi vô địch.

## Bàn thắng quốc tế

### U-16 Việt Nam
| #  | Ngày                | Địa điểm                                      | Đối thủ     | Bàn thắng | Kết quả | Giải đấu                                 |
| -- | ------------------- | --------------------------------------------- | ----------- | --------- | ------- | ---------------------------------------- |
| 1. | 14 tháng 7 năm 2017 | Sân vận động IPE Chonburi, Chonburi, Thái Lan | Philippines | 4–0       | 7–0     | Giải vô địch bóng đá U15 Đông Nam Á 2017 |
| 2. | 20 tháng 7 năm 2017 | Sân vận động Chonburi, Chonburi, Thái Lan     | Úc          | 2–0       | 2–0     | Giải vô địch bóng đá U15 Đông Nam Á 2017 |

### U-19 Việt Nam
| #  | Ngày                | Địa điểm                                                 | Đối thủ   | Bàn thắng | Kết quả | Giải đấu                                  |
| -- | ------------------- | -------------------------------------------------------- | --------- | --------- | ------- | ----------------------------------------- |
| 1. | 9 tháng 8 năm 2019  | Sân vận động Thống Nhất, Thành phố Hồ Chí Minh, Việt Nam | Úc        | 1–3       | 1–4     | Giải vô địch bóng đá U-18 Đông Nam Á 2019 |
| 2. | 11 tháng 8 năm 2019 | Sân vận động Gò Đậu, Thủ Dầu Một, Việt Nam               | Singapore | 2–0       | 3–0     | Giải vô địch bóng đá U-18 Đông Nam Á 2019 |

## Danh hiệu

### Quốc tế
U-15 Việt Nam
- Giải vô địch bóng đá U-15 Đông Nam Á: 2017

U-23 Việt Nam
- Giải vô địch bóng đá U-23 Đông Nam Á: 2022

### Cá nhân
- Cầu thủ xuất sắc nhất Giải bóng đá U17 quốc gia: 2018, 2019